# Luigi Locati
Luigi Locati (Vinzaglio, 23 luglio 1928 – Isiolo, 14 luglio 2005) è stato un vescovo cattolico e missionario italiano.

## Biografia
Nacque a Vinzaglio, in provincia di Novara e arcidiocesi di Vercelli, il 23 luglio 1928.

### Formazione e ministero sacerdotale
Frequentò il seminario minore di Moncrivello, e concluse gli studi in preparazione al sacerdozio presso il seminario arcivescovile di Vercelli.
Il 29 giugno 1952 fu ordinato presbitero, nella cattedrale di Vercelli, dall'arcivescovo Francesco Imberti.
Dopo l'ordinazione fu nominato vicario della parrocchia di Santa Maria Maggiore a Vercelli.
Nel 1963 fu inviato come missionario fidei donum in Kenya. Divenne parroco a Isiolo e fondò la prima parrocchia cattolica di Meru. Riuscì a ottenere il riconoscimento da parte del governo centrale del Kenya per il gruppo etnico dei Turkana, a lungo trascurato.

### Ministero episcopale
Il 15 dicembre 1995 papa Giovanni Paolo II lo nominò primo vicario apostolico di Isiolo e vescovo titolare di Zica. Ricevette l'ordinazione episcopale il 4 febbraio successivo, nella cattedrale di Sant'Eusebio a Isiolo, dal cardinale Jozef Tomko, prefetto della Congregazione per l'evangelizzazione dei popoli, co-consacranti l'arcivescovo Tarcisio Bertone, segretario della Congregazione per la dottrina della fede, e il vescovo di Meru Silas Silvius Njiru. Durante la stessa celebrazione prese possesso del vicariato apostolico.
Come vescovo si adoperò per garantire opportunità di formazione per i giovani e buoni contatti con la maggioranza musulmana.
La sera del 14 luglio 2005, verso le 21, fu colpito con tre colpi di arma da fuoco in strada, mentre si dirigeva verso il suo appartamento di Isiolo. Essendo stato colpito da due proiettili alla testa, morì quasi all'istante. In precedenza, aveva già presentato la rinuncia al governo pastorale del vicariato per raggiunti limiti di età e si aspettava la nomina di un successore. Aveva tuttavia previsto di rimanere nel suo paese di adozione, il Kenya. Le esequie si tennero 20 luglio e furono presiedute dal nunzio apostolico Alain Lebeaupin. Vi presero parte anche il presidente Mwai Kibaki e migliaia di fedeli. È sepolto nella cripta della cattedrale di Sant'Eusebio a Isiolo.
Il giorno prima della sua morte monsignor Locati aveva partecipato a una riunione tra vescovi a Nairobi per trattare della riforma dell'educazione dei seminaristi. Presentò uno studio di ampia portata sulla corruzione del clero e sugli scandali sessuali di vescovi e sacerdoti che avevano colpito le diocesi di Mobasa, Kisumu, Nairobi, Kakamega e di altre zone. La polizia suppose che monsignor Locati fosse stato assassinato per ostacolare la scoperta di risentimenti dolosi. La polizia arrestò, tra gli altri, il prete Peter Malley Guyo Wako, che si dice abbia cenato con il vescovo la sera dell'omicidio e ordinato poi il suo assassinio. Monsignor Locati lo aveva costretto a dimettersi dal suo incarico pastorale e minacciato di sospensione per appropriazione indebita di fondi e concubinato.
Tuttavia, il processo, iniziato nel dicembre del 2005, fu sospeso dopo la prima sessione, dopo che gli imputati testimoniarono di essere stati torturati durante l'interrogatorio. Uno di essi affermò di essere diventato sordo. Nel novembre del 2014 il tribunale di Nairobi chiuse il processo con cinque condanne alla pena di morte. Furono condannati padre Guyo Waqo Malley, considerato la mente del piano per uccidere il vescovo, e altre quattro persone: Mohammed Molu Bagajo, Mohammed Ibrahim Adan, Mahati Ali Halake e Mohammed Wario Diqa. Le sentenze non sono state eseguite in quanto in Kenya è in vigore una moratoria della pena di morte e l'ultima esecuzione risale al 1984.

## Genealogia episcopale
La genealogia episcopale è:
- Cardinale Scipione Rebiba
- Cardinale Giulio Antonio Santori
- Cardinale Girolamo Bernerio, O.P.
- Arcivescovo Galeazzo Sanvitale
- Cardinale Ludovico Ludovisi
- Cardinale Luigi Caetani
- Cardinale Ulderico Carpegna
- Cardinale Paluzzo Paluzzi Altieri degli Albertoni
- Papa Benedetto XIII
- Papa Benedetto XIV
- Papa Clemente XIII
- Cardinale Enrico Benedetto Stuart
- Papa Leone XII
- Cardinale Chiarissimo Falconieri Mellini
- Cardinale Camillo Di Pietro
- Cardinale Mieczysław Halka Ledóchowski
- Cardinale Jan Maurycy Paweł Puzyna de Kosielsko
- Arcivescovo Józef Bilczewski
- Arcivescovo Bolesław Twardowski
- Arcivescovo Eugeniusz Baziak
- Papa Giovanni Paolo II
- Cardinale Jozef Tomko
- Vescovo Luigi Locati